# Équipe cycliste Wiesenhof-Felt
L'équipe cycliste Wiesenhof-Felt est une formation allemande de cyclisme professionnel sur route, créée en 2001 et dissoute en 2007. Elle  est gérée par les anciens coureurs Raphael Schweda et Jens Heppner.

## Histoire de l'équipe
L'équipe Wiesenhof est créée en 2001, sous le nom « Wiesenhof Leipzig ». Après une première saison parmi les Groupes Sportifs III (ou GS3, troisième division des équipes cycliste au niveau international), elle évolue dans le groupe des Groupes Sportifs II jusqu'en 2004. En 2005, à la création du UCI ProTour, elle intégre la nouvelle catégorie des équipes continentales professionnelles, dans laquelle elle reste jusqu'à sa disparition à la fin de l'année 2007.
En 2006, la formation Wiesenhof-Akud est issue de la fusion de l'équipe Akud Arnolds Sicherheit et de l'équipe Wiesenhof,. Le propriétaire de l'équipe set Cycling Sport GmbH, qui exploitait auparavant l'équipe Wiesenhof. Raphael Schweda et la majorité de la direction sportive sont issues de l'équipe Akud Arnolds Sicherheit. Fin 2006, Akud abandonne son rôle de sponsor. Le fabricant de vélos Felt prend la suite en tant que nouveau co-sponsor.
L'équipe Wiesenhof-Felt est alors la seule équipe continentale professionnelle allemande. Elle participe en 2006 et 2007 à la Vattenfall Cyclassics et au Tour d'Allemagne qui font partie de l'UCI ProTour. En 2007, elle reçoit également des wild cards pour Gand-Wevelgem, l'Amstel Gold Race, le Tour des Flandres et Paris-Roubaix.
L'entreprise Wiesenhof cesse son activité dans le cyclisme professionnel fin 2007. Les raisons invoquées sont « les conditions actuelles et l'évolution du cyclisme professionnel », ainsi que les scandales de dopage de l'époque du docteur Fuentes et l'équipe Telekom. Aucun nouveau sponsor n'ayant été trouvé, l'équipe est dissoute fin 2007.

## Effectifs

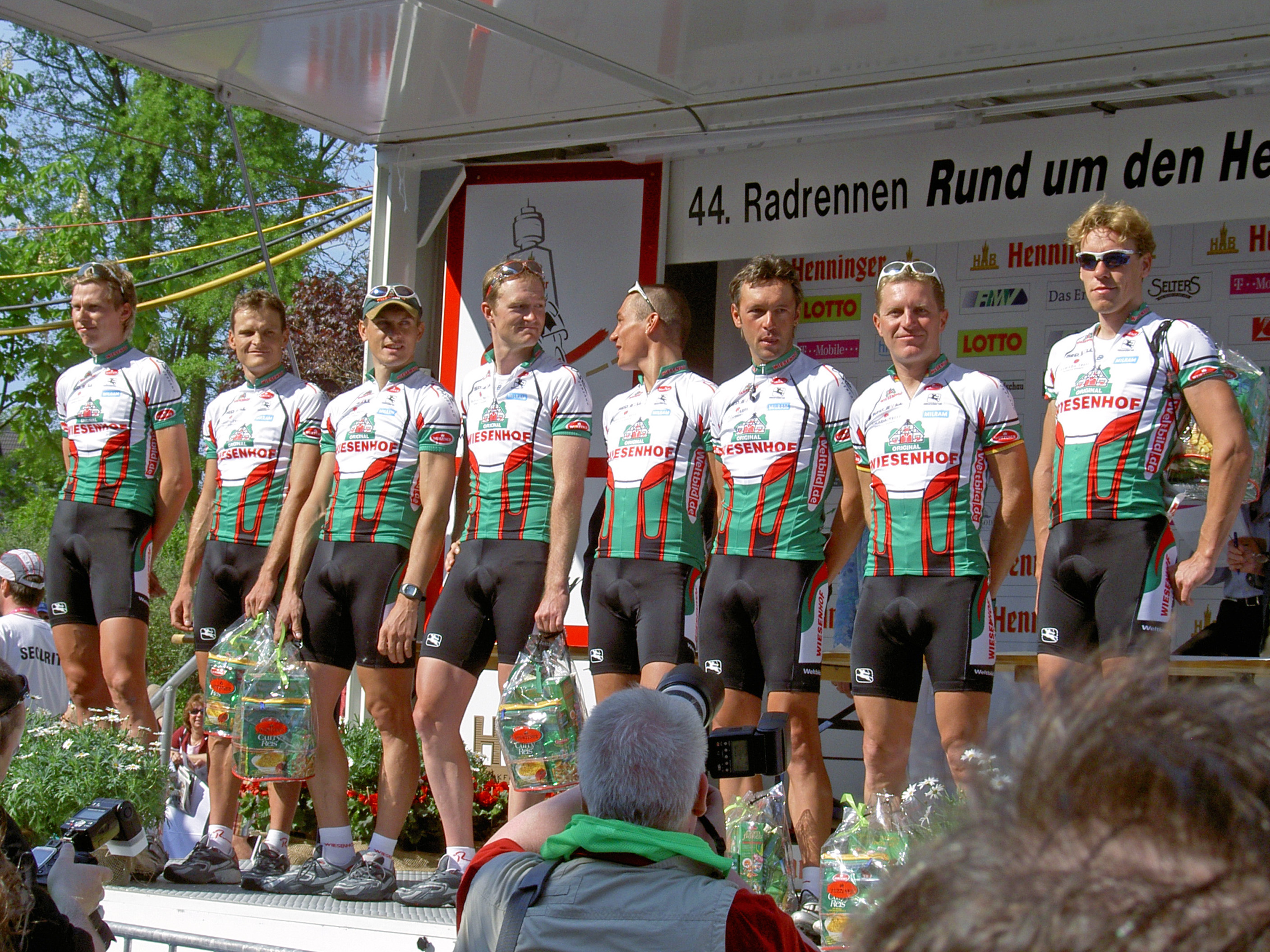
L'équipe Wiesenhof au Henninger Turm 2005

### Effectif 2007
| Coureur          | Date de naissance | Nationalité | Équipe 2006        |
| ---------------- | ----------------- | ----------- | ------------------ |
| Artur Gajek      | 18.04.1985        | Allemagne   |                    |
| Bastiaan Giling  | 04.11.1982        | Pays-Bas    | T-Mobile           |
| Christian Leben  | 06.04.1985        | Allemagne   |                    |
| Jörg Ludewig     | 09.09.1975        | Allemagne   | T-Mobile           |
| Daniel Musiol    | 27.03.1983        | Allemagne   | Milram             |
| Felix Odebrecht  | 15.09.1984        | Allemagne   |                    |
| Olaf Pollack     | 20.09.1973        | Allemagne   | T-Mobile           |
| Steffen Radochla | 19.10.1978        | Allemagne   |                    |
| Robert Retschke  | 17.12.1980        | Allemagne   |                    |
| Torsten Schmidt  | 18.02.1972        | Allemagne   |                    |
| André Schulze    | 21.11.1974        | Allemagne   | Lamonta            |
| Stefan van Dijk  | 22.01.1976        | Pays-Bas    | Suspendu           |
| Martin Velits    | 21.02.1985        | Slovaquie   | Konica-Minolta     |
| Peter Velits     | 21.02.1985        | Slovaquie   | Konica-Minolta     |
| Robert Wagner    | 17.04.1983        | Allemagne   | Milram Continental |
| Steffen Wesemann | 11.03.1971        | Allemagne   | T-Mobile           |

### Effectif 2006
| Coureur           | Date de naissance | Nationalité | Équipe 2005             |
| ----------------- | ----------------- | ----------- | ----------------------- |
| Gerald Ciolek     | 19.09.1986        | Allemagne   | AKUD Arnolds Sicherheit |
| Artur Gajek       | 18.04.1985        | Allemagne   | AKUD Arnolds Sicherheit |
| Tim Klinger       | 22.09.1984        | Allemagne   | Sparkasse               |
| Tomáš Konečný     | 11.10.1973        | Tchéquie    | T-Mobile                |
| Christian Leben   | 06.04.1985        | Allemagne   | AKUD Arnolds Sicherheit |
| Felix Odebrecht   | 15.09.1984        | Allemagne   | AKUD Arnolds Sicherheit |
| Steffen Radochla  | 19.10.1978        | Allemagne   |                         |
| Robert Retschke   | 17.12.1980        | Allemagne   | ComNet-Senges           |
| Dominik Roels     | 21.01.1987        | Allemagne   |                         |
| Mitja Schluter    | 13.07.1986        | Allemagne   |                         |
| Torsten Schmidt   | 18.02.1972        | Allemagne   | Gerolsteiner            |
| Marcel Sieberg    | 30.04.1982        | Allemagne   | Lamonta                 |
| Andreas Stauff    | 22.01.1987        | Allemagne   |                         |
| Corey Sweet       | 25.11.1976        | Australie   | ComNet-Senges           |
| Lubor Tesař       | 11.05.1971        | Tchéquie    | AKUD Arnolds Sicherheit |
| Gerhard Trampusch | 11.08.1978        | Autriche    | AKUD Arnolds Sicherheit |
| Lars Wackernagel  | 08.09.1975        | Allemagne   |                         |
| Carlo Westphal    | 25.11.1985        | Allemagne   | Sparkasse               |
| Gregor Willwohl   | 18.04.1980        | Allemagne   | AKUD Arnolds Sicherheit |

### Effectif 2005
| Coureur           | Date de naissance | Nationalité | Équipe 2004   |
| ----------------- | ----------------- | ----------- | ------------- |
| Ralf Grabsch      | 07.04.1973        | Allemagne   |               |
| André Greipel     | 16.07.1982        | Allemagne   | néo-pro       |
| Jens Heppner      | 23.12.1964        | Allemagne   |               |
| Christian Knees   | 05.03.1981        | Allemagne   |               |
| David Kopp        | 05.01.1979        | Allemagne   | Lamonta       |
| Roberto Lochowski | 16.03.1976        | Allemagne   |               |
| Martin Müller     | 05.04.1974        | Allemagne   |               |
| Daniel Musiol     | 27.03.1983        | Allemagne   | néo-pro       |
| René Obst         | 21.06.1977        | Allemagne   |               |
| Enrico Poitschke  | 25.08.1969        | Allemagne   |               |
| Steffen Radochla  | 19.10.1978        | Allemagne   | Illes Balears |
| Björn Schröder    | 27.10.1980        | Allemagne   |               |
| Sebastian Siedler | 18.01.1978        | Allemagne   |               |
| Lars Wackernagel  | 08.09.1975        | Allemagne   |               |